# Maria Katharina Prestel

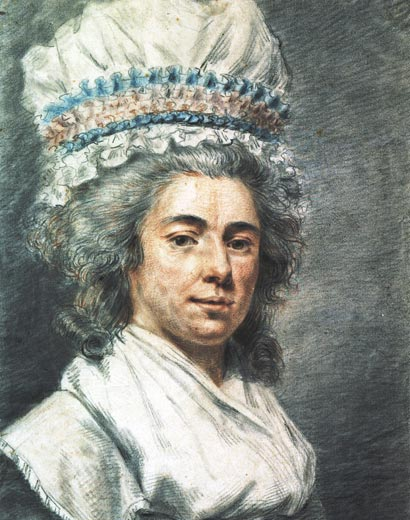
Maria Katharina Prestel (1780)

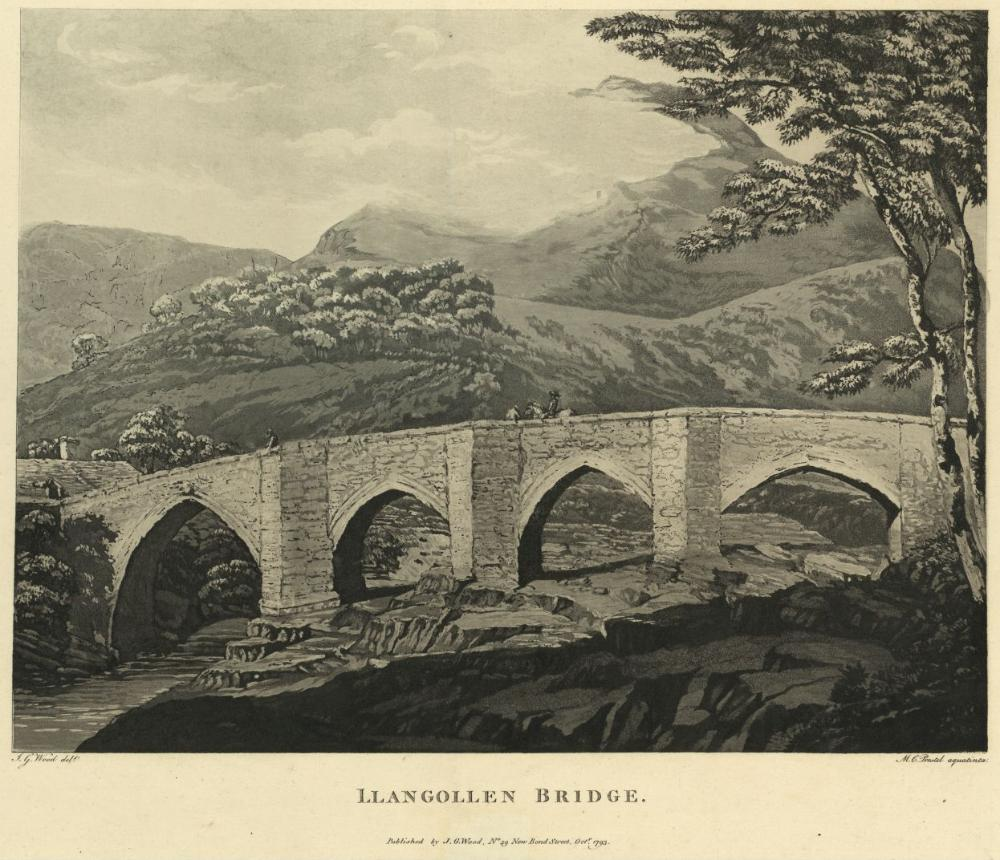
Llangollen Bridge, Druckgraphik von Maria Katharina Prestel nach John George Wood von 1793

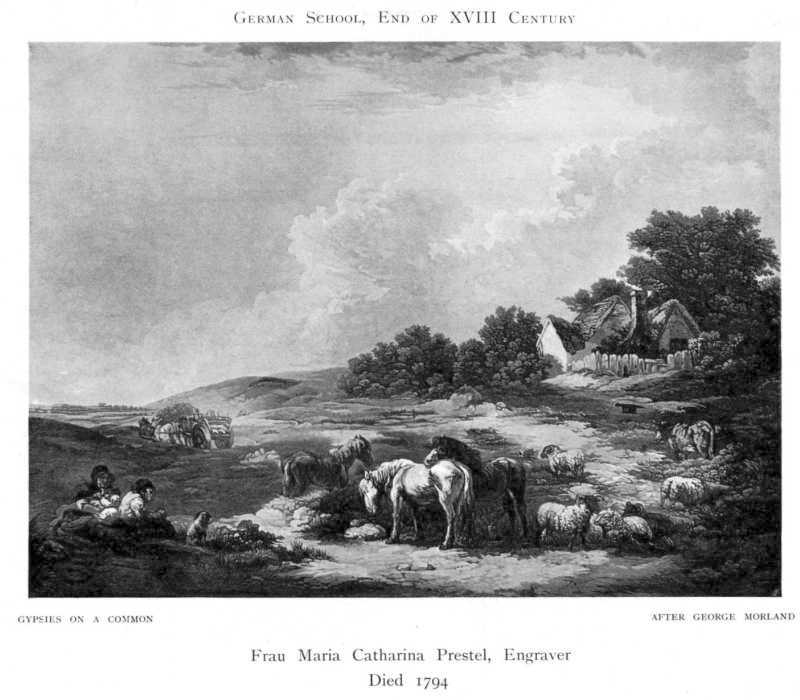
Gypsies on a common, Druckgraphik von Maria Katharina Prestel nach George Morland

Maria Katharina Prestel geb. Höll (* 22. Juli 1747 in Nürnberg; † 16. März 1794 in London) war eine deutsche Pastell- und Aquarellmalerin, Kupferstecherin und Radiererin.

## Leben
Maria Katharina Höll war die älteste Tochter von Thomas und Maria Höll. Der Vater war Händler und die Familie gehörte zum Nürnberger Patriziat. In ihrer Jugend wurde Maria Katharina Höll im Zeichnen und Miniaturmalen unterrichtet, vermutlich vom Porträtmaler Leonhard Fischer, wobei nicht bekannt ist, wie lange der Unterricht dauerte oder wie gründlich er war. Hölls Interesse an der Kunst wurde von den Eltern nur geduldet.
Ab 1769 war Höll eine Schülerin ihres späteren Ehemanns Johann Gottlieb Prestel. Die Ausbildung bei ihm umfasste die gesamte künstlerische Bandbreite, wozu Kunsttheorie, Studium nach der Natur, zeichnerische Fertigkeiten, verschiedene Maltechniken und die Techniken der Druckgraphie gehörten. Höll und Prestel heirateten am 20. Juli 1772.
1773 wurde das erste von vier Kindern des Ehepaars geboren. Von diesen wurde später die einzige Tochter, Ursula Magdalena Reinheimer (1777–1845), als Malerin am meisten bekannt.
Durch die Heirat eröffnete sich für Maria Katharina Prestel eine professionelle Laufbahn als Künstlerin. Das Ehepaar gründete eine Werkstatt, in der es sich auf die Reproduktion von Handzeichnungen spezialisierte. Die Prestels verwendeten dabei vor allem die Aquatintatechnik, die in Deutschland damals sehr populär war, in Kombination mit verschiedenen Mischtechniken. Die Aquatintatechnik hatte den Vorzug, dass sie schnell zu lernen war, die Arbeitsweise dem Arbeiten bei Zeichnung oder Aquarell nahekam und die Erstellung im Vergleich zum Kupferstich zügig ging.
Zwischen 1776 und 1785 gaben die Prestels gemeinsam die Mappenwerke Praunsches Kabinett (1776–1780), Schmidtsches Kabinett (1779–1782) und Kleines Kabinett (1782–1785) heraus. Bei diesen Mappenwerken handelte es sich um Sammlungen von Reproduktionen aus Sammlungen von Originalen, die auf Subskriptionsbasis erstellt wurden. Solche Mappenwerke wurden im 18. Jahrhundert populär, da sie dem Großbürgertum den Aufbau einer Sammlung ermöglichten.
Der wirtschaftliche Erfolg ihrer Werkstatt reichte nicht aus und die Prestels mussten Nürnberg verlassen. Maria Katharina Prestel ging als erste 1782 allein nach Frankfurt am Main. Bei diesem Wechsel wurde sie von Heinrich Sebastian Hüsgen, einem Freund der Familie, unterstützt. In Frankfurt wohnte sie bei dem Maler Christian Georg Schütz d. Ä. (1731–1791) und war als Kupferstecherin tätig. Ein Jahr später folgten Ehemann und Kinder mit der Werkstatt nach Frankfurt.
Johann Gottlieb Prestel war ein schwieriger Ehemann. Angeblich wegen seiner Launen und Ausschweifungen trennte sich Maria Katharina Prestel 1786 von ihrem Mann und ging nach London, das damals das Zentrum für Reproduktionsgraphik war. Dort arbeitete sie als Reproduktionsstecherin, u. a. für John Boydell (1719–1804) und das Verlagshaus Molteno & Colnaghi. Später folgten ihr die beiden jüngsten Kinder Ursula Magdalena und Michael Gottlieb (1779–1815) für einige Zeit. Der Londoner Teil der Familie unterstützte die in Frankfurt zurückgebliebenen Familienmitglieder finanziell.
1794 starb Maria Katharina Prestel in London.